# Albano Vicariotto
Albano Vicariotto (Altavilla Vicentina, 25 gennaio 1931 – Vicenza, 25 dicembre 2019) è stato un calciatore e allenatore di calcio italiano, di ruolo mezzala.

## Carriera
Ha esordito in Serie A con la maglia del Vicenza a 17 anni in trasferta a San Siro contro l'Inter.
Dopo due stagioni in serie B a Vicenza, la seconda da titolare (38 presenze e 7 reti), nel 1950 viene acquistato dal Milan, dove nella stagione 1950-1951 scende in campo in due incontri di campionato.
Dopo una parentesi di una stagione al Torino e una stagione al Padova in Serie B, senza riuscire ad imporsi come titolare, nel 1953 torna al Milan dove in due stagioni vince due scudetti, una Coppa Latina e un Torneo di Viareggio. Nel 1955 fu ceduto dai rossoneri alla Pro Patria.
Rientrato al Milan, viene poi ceduto al Palermo, voluto dall'allenatore Ettore Puricelli.
In Serie A ha collezionato 72 partite andando a segno 14 volte, mentre ha totalizzato 59 presenze fra i cadetti, con 8 reti all'attivo.

## Palmarès

### Giocatore

#### Competizioni giovanili
- Torneo di Viareggio: 1

Milan: 1952

#### Competizioni nazionali
- Campionato italiano: 2

Milan: 1950-1951, 1954-1955

#### Competizioni internazionali
- Coppa Latina: 1

Milan: 1951